# Александровка (Грачёвский район)

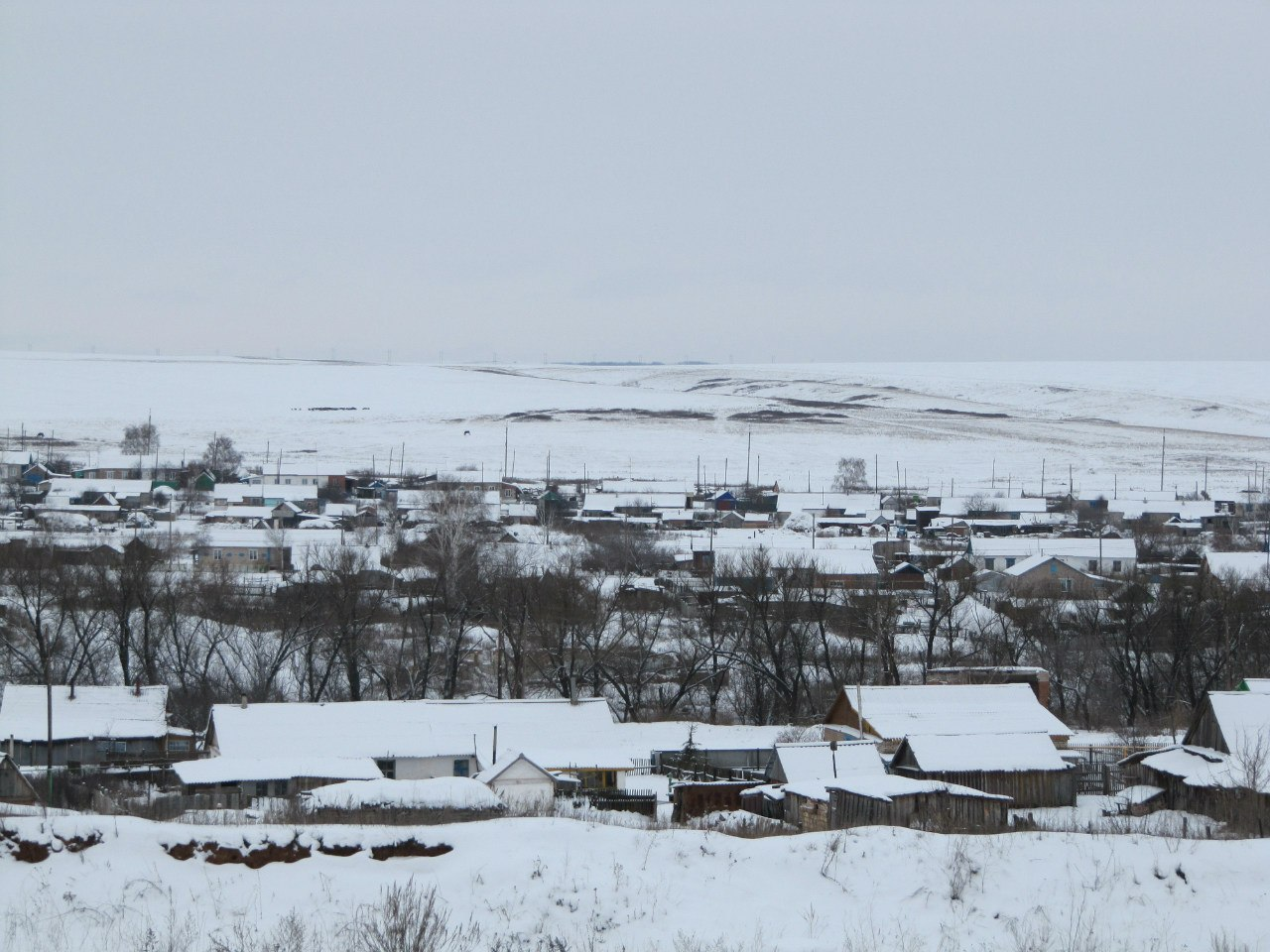

Александровка — село в Грачёвском районе Оренбургской области, центр муниципального образования «сельское поселение Александровский сельсовет».

## Александровка
Первое упоминание об этой деревне в архивных документах датируется 1853 годом. Упоминание это связано с тем, что сюда были переселены крепостные крестьяне, купленные коллежским секретарем Николаем Стабеусом, согласно купчей, совершённой во 2-м Департаменте Санкт-Петербургской Палаты Гражданского суда. Крестьяне были куплены у помещицы села Давыдово Тамбовской губернии, Маршанского уезда, жены поручика Варвары Александровны Потемкиной и перевезены в этом же году в село Александровку и деревню Яковлевку. Администрация муниципального образования Александровский сельсовет Грачевского района Оренбургской области расположена в северо-восточной части Грачевского района. Центром является село Александровка, расположенное в 45 км от районного центра и в 343 км от областного центра. Связь центральной усадьбы с районным и областным центрами осуществляется по автодорогам с твёрдым покрытием (асфальт). На территории администрации расположено 3 населённых пункта. На территории муниципального образования находится церковь во имя святого Александра Невского,  исторический памятник XIX века.
Село названо по церковному празднику в честь новгородского князя Александра Невского, канонизированного Русской православной церковью.

### Церковь святого благоверного князя Александра Невского

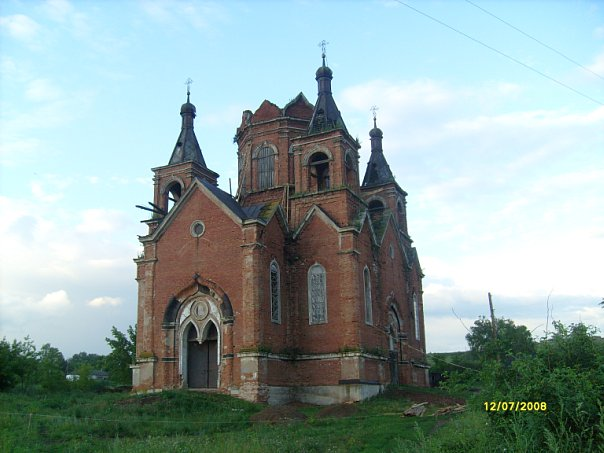
Церковь Александра Невского, 2008

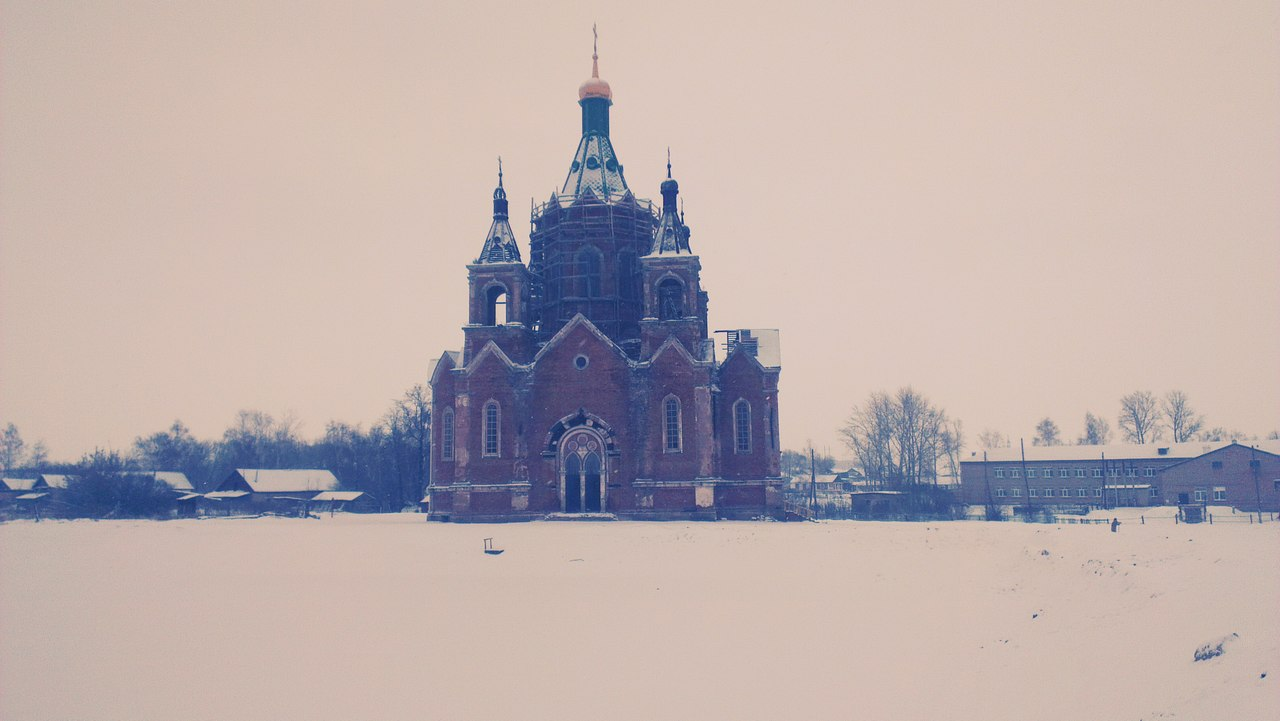
Церковь Александра Невского, 2013

Церковь во имя святого благоверного князя Александра Невского была построена в 1855 году в центре села на южном берегу искусственного пруда. Храм был освящён 5 сентября 1855 года Преосвященнейшим Евсевием, епископом Самарским и Ставропольским.
Церковь, вмещавшая до 1500 богомольцев, выполнена в традициях русской архитектуры XV века в виде крупного четырёхстолпного пятиглавого храма «под звоном» (2 главы с западной стороны здания заменяли отсутствующую колокольню); в оформлении порталов присутствуют элементы готического стиля. Архитектор и проектные материалы не установлены.
В 1922 году, во время голода в Поволжье, один из эпицентров которого находился в Бузулукском уезде, община передала властям серебряные богослужебные вещи. Известно, что впоследствии с храма пытались сдёрнуть купола с помощью тракторов и тросов. По состоянию на осень 1991 года храм использовался как склад стройматериалов и производственное помещение (зернодробилка). Хозяйственная деятельность нанесла значительный ущерб зданию и внутренним интерьерам.
Решением исполнительного комитета Оренбургского областного Совета народных депутатов № 158 от 2 июля 91 года здание церкви отнесено к памятникам истории и культуры Оренбургской области.
В 2000-х годах церковь св. Александра Невского вернули верующим. Благодаря активности местного жителя Анатолия Петровича Кузьмина и других прихожан, удалось добиться федерального финансирования реставрации храма, начавшейся в 2010 году.
В настоящее время храм входит в состав Бузулукской епархии Московского патриархата.

### Природные ресурсы
На территории администрации протекает река Боровка. Имеются пруды площадью около 24 гектар. На территории администрации расположен Грачевский сельский лес, который занимает 310 гектар. Сорочинский лесхоз занимает площадь около 94 гектар. Есть лоси, кабаны, лисы, сурки, косули, зайцы.

### Климат
Климат отличается континентальной суровостью, жарким сухим летом и морозной малоснежной зимой, небольшим количеством осадков.

### Население
На территории муниципального образования проживает около 900 человек: русские, украинцы, казахи, башкиры, чуваши, немцы, мордва.

### Образование, медицина и культура
Имеется средняя школа, в которой занимаются до 100 детей, детский сад на 20 мест.

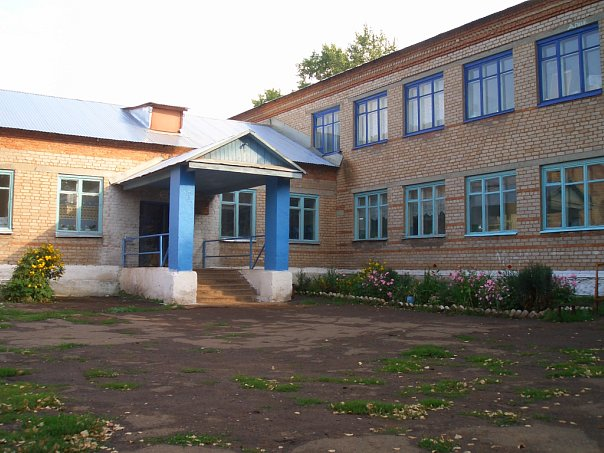
АСШ 2012

На территории администрации имеется Александровская врачебная амбулатория и действует 2 фельдшерско-акушерских пункта в сёлах Саблино и Яковлевка.
Имеется сельский дом культуры села Александровка и сельские клубы в сёлах Саблино и Яковлевка.

### Информация об администрации МО Александровский сельсовет
Паркин Александр Анатольевич — глава администрации муниципального образования Александровский сельсовет, Грачевского района, Оренбургской области.